# اندرسون جوز
اندرسون جوز (انگلیسی: Anderson Joes) یک باشگاه بیس بال لیگ کوچک بود که در سال 2007 وجود داشت. این تیم در اندرسون ، کارولینای جنوبی مستقر بود و به نام جو جکسون (Shoeless outfielder) ، که در منطقه محلی بزرگ شده بود ، نامگذاری شد. این تیم به عنوان عضو لیگ مستقل ساحل جنوبی فعالیت داشت.